# 한정호 (1963년)
한정호(1963년 11월 14일 ~ )는 대한민국의 코미디언(1986년 KBS 공채 4기) 겸 배우이다.

## 코미디 작품
- 1987년《쇼 비디오자키》
- 1988년《유머일번지》- 《동작그만》- 한정호역(1988년 10월~1991년 4월 제대)

## 영화 작품
- 1992년 《가을 여행》- 창부업자 역
- 1991년 《차렷 동작그만》
- 1990년 《뺀질이 행국이와 곰팽이의 쫄병 시절》
- 1989년 《제3세대 우뢰매 6》- 에스퍼맨, 장길 역
- 1989년 《비 오는 날의 수채화》- 병환 역
- 1986년 《깜보》(우정출연)